# Groupe caractéristiquement simple
En mathématiques, et plus précisément en théorie des groupes, un groupe est dit caractéristiquement simple s'il n'a pas d'autre sous-groupe caractéristique que lui-même et son sous-groupe réduit à l'élément neutre. Certains auteurs expliquent de plus qu'un groupe caractéristiquement simple est par définition non réduit à l'élément neutre, mais nous ne les suivrons pas ici.

## Quelques faits
- Tout groupe simple est caractéristiquement simple.
Cela se déduit facilement du fait que tout sous-groupe caractéristique d'un groupe en est sous-groupe normal. On verra plus loin qu'un groupe caractéristiquement simple n'est pas forcément simple.
- Tout sous-groupe normal minimal d'un groupe est caractéristiquement simple.
Cela se déduit facilement du fait que tout sous-groupe caractéristique d'un sous-groupe normal d'un groupe G est sous-groupe normal de G.
- Soient G un groupe caractéristiquement simple et H un sous-groupe normal minimal de G. On démontre que H est simple et que G est somme restreinte d'une famille (finie ou infinie) de groupes simples tous isomorphes à H (et que cette famille peut être choisie telle qu'elle comprenne H).
Pour démontrer ce théorème dans toute sa généralité, on recourt au lemme de Zorn[1]. Dans le cas où G est fini, on peut se passer du lemme de Zorn[2].
- Tout groupe caractéristiquement simple admettant au moins un sous-groupe normal minimal est somme restreinte d'une famille (finie ou infinie) de groupes simples tous isomorphes entre eux.
Cela résulte immédiatement de l'énoncé précédent.
- Tout groupe fini caractéristiquement simple est produit direct d'une famille (finie) de groupes simples tous isomorphes entre eux.
En effet, tout groupe fini non réduit à l'élément neutre admet au moins un sous-groupe normal minimal et il suffit d'appliquer l'énoncé précédent.
- Si un groupe résoluble fini est caractéristiquement simple, c'est un groupe abélien élémentaire, c'est-à-dire le produit direct d'une famille finie de groupes tous isomorphes à un même groupe Z/pZ, p étant un nombre premier.
Cela résulte de l'énoncé précédent, car un sous-groupe simple d'un groupe résoluble est à la fois simple et résoluble, et est donc un groupe d'ordre premier.
L'énoncé ci-dessus est utilisé dans la démonstration du théorème de Philip Hall sur l'existence des sous-groupes de Hall dans les groupes résolubles finis[3].
- Un groupe infini caractéristiquement simple n'est pas forcément somme restreinte d'une famille (finie ou infinie) de sous-groupes simples.
Par exemple, le groupe additif {\displaystyle \mathbb {Q} } des nombres rationnels est caractéristiquement simple (on le montre facilement en notant que, pour tout nombre rationnel q non nul, {\displaystyle x\mapsto qx} définit un automorphisme de {\displaystyle \mathbb {Q} }), mais {\displaystyle \mathbb {Q} } n'est pas somme restreinte de sous-groupes simples, car il n'a pas de sous-groupes simples. En effet, puisque {\displaystyle \mathbb {Q} } est abélien, un sous-groupe simple de {\displaystyle \mathbb {Q} } serait simple et abélien, donc serait fini, or le seul élément d'ordre fini de {\displaystyle \mathbb {Q} } est 0.
- Il est démontré que tout groupe qui est somme restreinte d'une famille (finie ou infinie) de groupes simples isomorphes entre eux est caractéristiquement simple[4].

Il résulte clairement de chacun des deux derniers énoncés qu'un groupe caractéristiquement simple n'est pas forcément simple.